# برايان وينترز
برايان وينترز (بالإنجليزية: Brian Winters)‏ مواليد 1 مارس 1952 في نيويورك، هو لاعب كرة سلة أمريكي سابق تحول إلى التدريب بعد الاعتزال. بدأ مسيرته الاحترافية في سنة 1974. تم اختياره من قبل فريق لوس أنجلوس ليكرز خلال الدرافت. يبلغ طوله 6 قدم 4 بوصة (1.9 م). اعتزل اللعب في 1983. شارك مرتين في مباراة كل النجوم. أحرز خلال مسيرته في الإن بي إيه 10537 نقطة بمعدل 16.2 نقطة في المباراة الواحدة.

## إحصائيات المسيرة
| الفريق              | السنة   | G   | W  | L   | W–L% | النهاية | PG | PW | PL | PW–L% | النتيجة                  |
| ------------------- | ------- | --- | -- | --- | ---- | ------- | -- | -- | -- | ----- | ------------------------ |
| فانكوفر جريزليز     | 1995–96 | 82  | 15 | 67  | .183 | 7       | —  | —  | —  | —     | غاب عن الأدوار الإقصائية |
| فانكوفر جريزليز     | 1996–97 | 43  | 8  | 35  | .186 | (أقيل)  | —  | —  | —  | —     | —                        |
| غولدن ستايت ووريورز | 2001–02 | 59  | 13 | 46  | .220 | 7       | —  | —  | —  | —     | غاب عن الأدوار الإقصائية |
| المسيرة             |         | 184 | 36 | 148 | .196 |         | —  | —  | —  | —     |                          |

## روابط خارجية
- برايان وينترز على موقع إن بي أي (الإنجليزية)
- برايان وينترز على موقع سبورتس رفرنس (الإنجليزية)
- برايان وينترز على موقع كلية كرة السلة في سبورتس رفرنس.كوم (الإنجليزية)
- برايان وينترز على موقع ريلجم (الإنجليزية)
- برايان وينترز على موقع بروبوليرز (الإنجليزية)
- برايان وينترز على موقع سبورتس رفرنس (الإنجليزية)
- برايان وينترز على موقع سبورتس رفرنس (الإنجليزية)